# Punt d'articulació
El punt d'articulació és el lloc on s'uneixen o es troben els òrgans articulatoris en la producció dels sons.
El punt d'articulació és un dels paràmetres usats en fonètica per a descriure un so. Els altres són el mode d'articulació i la sonoritat.
Segons els punt d'articulació les consonants poden ser:
- Bilabials: els dos llavis es toquen per interrompre la columna d'aire
- Labiodentals: les incisives superiors freguen el llavi inferior
- Dentals: la llengua toca o s'acosta molt a les dents
- Alveolars: la llengua toca els alvèols, és a dir, la part posterior de les dents
- Retroflexes: la llengua ajuda a la vibració recolzant-se en la part superior de la cavitat bucal
- Palatals: la llengua toca la part superior del paladar
- Velars: la llengua es mou cap a la part posterior de la boca
- Uvulars: la llengua retrocedeix fins a la màxima posició
- Glotals: la glotis intervé en la formació del so, que parteix de la gola

Pel que fa a les vocals, es parla d'anteriors, centrals o mitjanes, i posteriors segons la posició de la llengua, que mai arriba a interrompre el pas de l'aire de manera total.
El punt d'articulació es veu reflectit en els formants del so, alterant els harmònics de la seva composició.

## En català
- Bilabials: [b], [β], [p], [m], [w]
- Labiodentals: [f], i [v] en les varietats que conserven aquest fonema (balear, gran part del valencià, part de l'ebrenc)
- Dentals: [d], [ð], [t]
- Alveolars: [z], [s], [n], [l], [ɾ], [r], [ts], [dz]
- Postalveolars: [ʒ], [ʃ]
- Palatals: [ɲ], [ʎ], [j], [tʃ], [dʒ]
- Velars: [g], [ɣ], [k], [ŋ], [ɫ].

## Punt d'articulació vocàlic
El punt d'articulació vocàlic és un paràmetre per classificar les vocals en fonètica segons el lloc on els òrgans fonadors fan contacte. Depèn de la posició de la llengua a l'interior de la cavitat bucal. Presenta dos components: el grau d'obertura i l'avançament.

### Grau d'obertura
El grau d'obertura és la distància que -en el moment de pronunciar una vocal- hi ha entre la posició de la llengua i el paladar. Segons això una vocal pot ser molt tancada (quan la separació entre tots dos òrgans és mínima), tancada, semitancada, oberta o molt oberta (quan la separació és màxima). Per aconseguir anar distanciant la llengua es va obrint la maixella (o mandíbula inferior), de tal manera que aquesta obertura de la maixella va d'acord amb la de la vocal que pronunciem.
En català:
En català -com en la majoria de les llengües romàniques- s'oposen quatre graus d'obertura. I hi ha un cinquè grau (el semitancat) que només s'oposa al molt obert. Vegem-ho:
Vocals molt tancades: i, u
Vocals tancades: e tancada, o tancada
Vocal semitancada: vocal neutra
Vocals obertes: e oberta, o oberta
Vocal molt oberta: a
Si ho mana l'ortografia, per a distingir la e tancada de la e oberta i la o tancada de la o oberta, les vocals tancades porten accent greu (è, È, ò, Ò) i les obertes porten accent agut (é, É, ó, Ó).
En el valencià, el valencià de transició i el català insular, la e i la o obertes ho són més que en els altres parlars catalans (tanmateix el nombre de graus d'obertura és el mateix).

### L'avançament
És el punt del paladar on es produeix la distància mínima amb la llengua. En català són set punts: un per a cada una de les vocals, excepte la a i la vocal neutra, que comparteixen el mateix. Són els següents, de davant a darrere:
- Vocal palatal anterior: i
- Vocal palatal: e oberta
- Vocal palatal posterior: e tancada
- Vocals centrals o medials (o mediopalatals): a, ə vocal neutra
- Vocal velar anterior: o oberta
- Vocal velar: o tancada
- Vocal velar posterior: u